# 불변 끓음 혼합물
불변 끓음 혼합물(영어: azeotrope)이란 혼합물이지만 그 끓는점이 하나로 일정한 혼합물을 의미한다. 공비혼합물(共沸混合物), 함께 끓는 혼합물이라고도 한다. 불변 끓음 혼합물이 생성되면 혼합물을 증류를 통해서는 완전하게 분리해 낼 수 없다. 예를 들어, 조성이 물 4%, 에탄올 96%인 혼합물은 78.17°C에서 일정한 끓는점을 가지며, 이 상태에서 증류를 통해서 더 이상의 물을 분리해 내는 것은 불가능하다. 에탄올은 아세토니트릴, 벤젠, 이황화 탄소, 클로로폼, 아세트산 에틸, 헥세인, 톨루엔, 물 등과 불변 끓음 혼합물을 생성한다.

## 같이 보기
- 혼합물
- 증류